# Praça da Bandeira

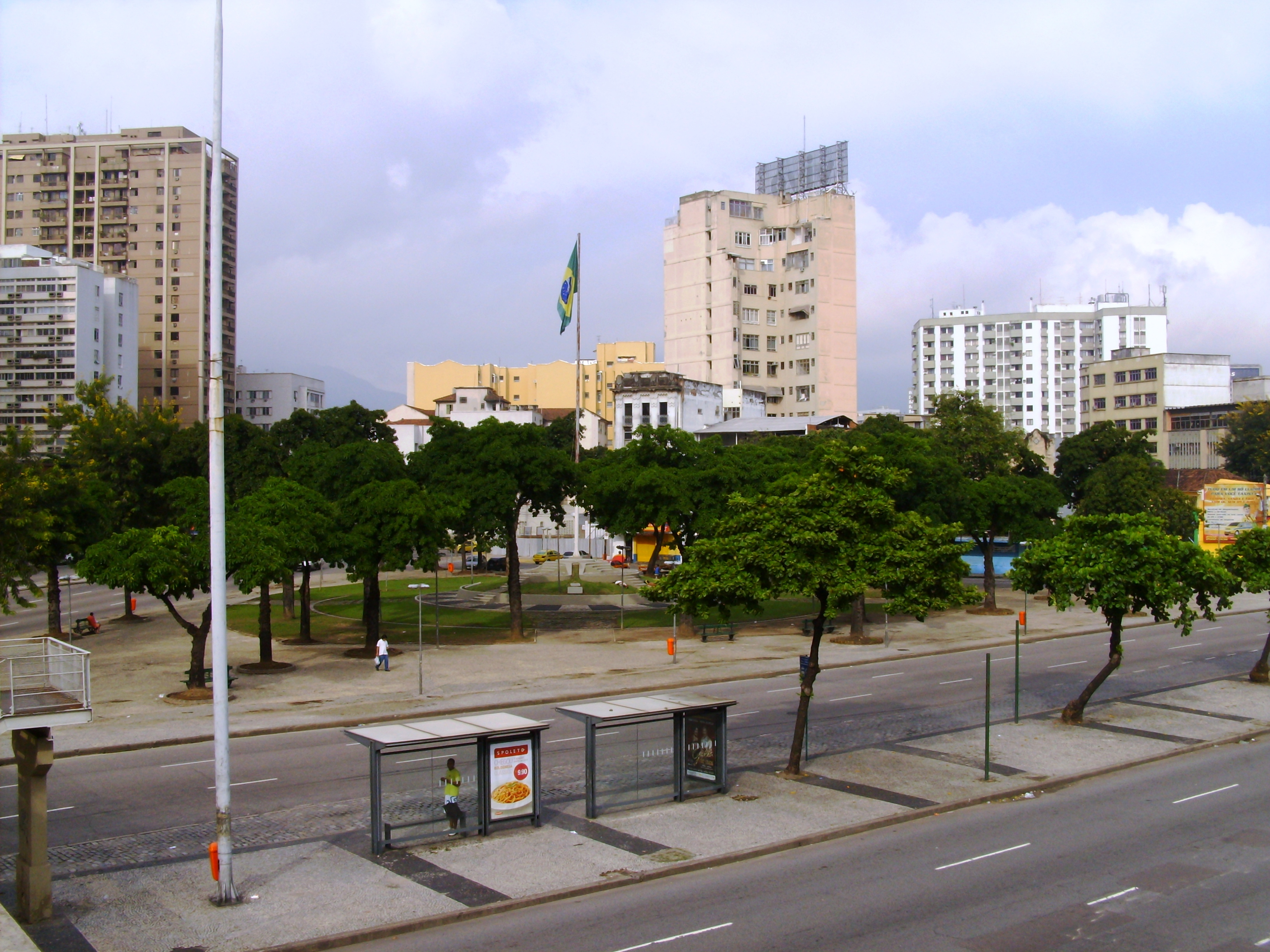
Vista de la Praça da Bandeira, que dona nom al barri.

Praça da Bandeira és un barri de la zona Nord de Rio de Janeiro, Brasil. Pertany a la subprefectura de Grande Tijuca, amb més de 8.500 habitants i està localitzat en la cruïlla de les zones Nord, Sud i Central. Al seu voltant hi ha diverses estacions de les Línies 1 i 2 del Metro.

## Estructura

### Història
Va començar a poblar-se cap a 1920. El 1933, l'Avinguda Presidente Vargas la va connectar amb el Centro i va generar la construcció de diversos edificis a la zona. A partir de 1965, va ser conclosa la renovació urbanística del barri, amb l'inici de la decadència socioeconòmica de l'estat de Guanabara i del pla de transferir el centre econòmic a Barra da Tijuca.
El 1981, es va separar del barri de Maracanã. Va agafar el nom de plaça on es va hissar per primera vegada el 19 de novembre de 1889 la bandera del Brasil. Les seves avingudes estan flanquejades per edificis i tenen un tràfic intens que empitjora els dies de temporals. Des de principis del segle xx, la regió pateix freqüents inundacions a causa dels pendents que l'envolten, com els morros de Rio Comprido i Tijuca.
Es va escometre la construcció de cinc "piscinõés", que, en dies de pluges fortes, emmagatzemaran les aigües, que seran posteriorment alliberades a la Badia de Guanabara gradualment. El primer d'aquests dipòsits va ser lliurat a finals de desembre de 2013 i ja està en funcionament. A més dels dipòsits, estan en marxa, com a part del mateix projecte, les obres de desviament del Riu Joana, que tindrà prop de 30 % del seu flux desviat a la badia de Guanabara, en comptes de desguassar a la regió de la Plaça de la Bandera. El desviament es farà per una gran galeria, que passarà per sota del barri de São Cristóvão.

### Localització

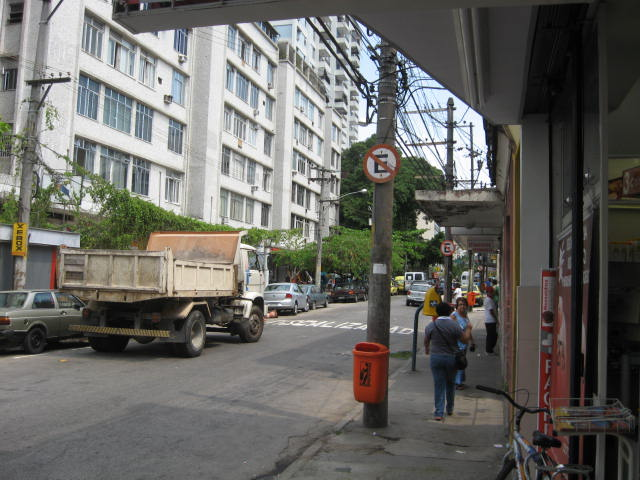
Carrer del Matoso.

Està en la confluència de les zones nord, sud i central de la ciutat. Al seu torn, es troba a prop de la localitat de Niterói, la excapital fluminense. Limita al nord, sud i est pels barris de São Cristóvão, Cidade Nova, Estácio, Rio Comprido i Santo Cristo. Aquests barris es troben a la Zona Central. Al seu torn Praça da Bandeira limita amb Maracanã pel nord-oest i amb Tijuca per l'oest. És un dels set barris del nord administrats per la subprefectura de la Gran Tijuca (els altres 64 pertanyen a la de la Zona Nord).
Als voltants, travessant la línia fèrria i del Metro, està el carrer Ceará, un emergent punt de vida nocturna, on hi ha una gran quantitat de bars, molts d'ells freqüentats per fans i admiradors del Heavy metal. A pocs passos es troba Vila Mimosa, tradicional reducte del treball sexual carioca.

### Transport
Compta amb autobusos amb pràcticament totes les zones de la ciutat. A prop estan les estacions Estácio i Afonso Pena, en la Línia 1, i São Cristóvão, en la Línia 2 del Metro. Malgrat ser en barris veïns, es troben a menys d'1 km de la plaça central del barri. La Plaça de la Bandera té encara una estació de tren de la Supervia en funcionament i, en el futur, confirmades les obres del tren-bala, estarà a prop de cinc-cents metres de la nova connexió Rio-São Paulo.